# Sus oliveri
Sus oliveri é uma espécie de mamífero da família Suidae. Endêmica das Filipinas, onde pode ser encontrada apenas na ilha de Mindoro.
Descrita como uma subespécie do Sus philippensis por Colin Groves em 1997, foi elevada a espécie distinta com base em características morfológicas e genéticas.